# ماثيو ييتس
ماثيو ييتس (بالإنجليزية: Matthew Yates) هو منافس ألعاب قوى بريطاني، ولد في 4 فبراير 1969 في روتشفورد ‏ في المملكة المتحدة.

## وصلات خارجية
- ماثيو ييتس على موقع الاتحاد الدولي لألعاب القوى (الإنجليزية)
- ماثيو ييتس على موقع أوليمبيديا (الإنجليزية)